# La línea invisible
La línea invisible es una miniserie española de televisión producida por Movistar+, estrenada el 8 de abril de 2020. La serie, que consta de seis capítulos, está basada en una idea original de Abel García Roure, y desarrollada y escrita por Michel Gaztambide y Alejandro Hernández, y dirigida por Mariano Barroso. La serie está protagonizada por Àlex Monner, Antonio de la Torre y Anna Castillo, entre otros. La serie, basada en hechos reales de la historia de España, narra cómo ETA inicia sus asesinatos. 

## Argumento
Txabi Etxebarrieta se va abriendo paso para llegar a dominar la lucha de la banda terrorista ETA. La serie de televisión cuenta la historia de Etxebarrieta y cómo llega a iniciar sus asesinatos.

## Reparto

### Principales
- Àlex Monner como Txabi Etxebarrieta
- Antonio de la Torre como Melitón Manzanas
- Anna Castillo como Txiki
- Enric Auquer como José Antonio Etxebarrieta
- Patrick Criado como Txema
- Joan Amargós como Maxi
- Emilio Palacios como Peru
- Aia Kruse como Teresa
- Amaia Sagasti como Julia
- Xóan Fórneas como José Antonio Pardines
- Alba Loureiro como Amalia
- Óscar Morchón como Félix de Diego

Con la colaboración especial de
- Asier Etxeandia como El inglés
- Patricia López Arnaiz como Clara
- María Morales como Madre de Txabi
- Pablo Derqui como Chamorro

### Secundarios e invitados
- Amaba Lizarralde como Ana
- Javi Coll como Policía
- Álex Larumbe como Handia
- Sara Balerdi como Anita Manzanas
- Mariano Estudillo
- Andrea Ruiz
- Txema Blasco
- Iñaki Ardanaz
- Iñigo Gastesi
- Josean Bengoetxea como Padre Iñaki
- Koldo Olabarri como Carlos
- Egoitz Sánchez
- Jon Viar como Txillardegi
- Rodrigo Sáenz de Heredia como Sindicalista
- Ramón Barea como Padre Goizueta
- Alvar Gordejuela como Asier
- Asier Olaizola como Mendieta
- Ione Irazábal como Sor Justina
- Aizpea Goenaga
- Óscar Morchón como De Diego
- Naiara Carmona
- Sandra Di Pietro
- Cristian Merchan como Josu

## Capítulos
| N.º | Título                | Dirigido por    | Escrito por                             | Fecha de lanzamiento original |
| --- | --------------------- | --------------- | --------------------------------------- | ----------------------------- |
| 1   | «Pintadas y petardos» | Mariano Barroso | Michel Gatzambide y Alejandro Hernández | 8 de abril de 2020            |
| 2   | «Un líder»            | Mariano Barroso | Michel Gatzambide y Alejandro Hernández | 8 de abril de 2020            |
| 3   | «Tambores de guerra»  | Mariano Barroso | Michel Gatzambide y Alejandro Hernández | 8 de abril de 2020            |
| 4   | «Un poeta»            | Mariano Barroso | Michel Gatzambide y Alejandro Hernández | 8 de abril de 2020            |
| 5   | «La línea»            | Mariano Barroso | Michel Gatzambide y Alejandro Hernández | 8 de abril de 2020            |
| 6   | «El futuro»           | Mariano Barroso | Michel Gatzambide y Alejandro Hernández | 8 de abril de 2020            |

- Desde 8 de abril de 2020 está disponible en Movistar Plus+ y Movistar TV (Latinoamérica).
- En el año 2022 fue emitida en Euskal Telebista.

## Premios y nominaciones
| Premio                    | Categoría                                   | Receptor(es)                                             | Resultado | Ref.  |
| ------------------------- | ------------------------------------------- | -------------------------------------------------------- | --------- | ----- |
| Premios MiM Series (2021) | Premio DAMA a la mejor miniserie o tv-movie | La línea invisible                                       | Nominada  | [ 5 ] |
| Premios MiM Series (2021) | Premio MIM al mejor guion                   | Michel Gaztambide, Alejandro Hernández y Mariano Barroso | Nominados | [ 5 ] |
| Premios Iris (2020)       | Mejor interpretación femenina               | Anna Castillo                                            | Nominada  | [ 6 ] |